# Благо Задро
Благо Задро (Доњи Мамићи, 31. март 1944 — Вуковар, 16. октобар 1991) био је командант севернога дела хрватских снага у Вуковару током рата у Хрватској. Убијен је у Боровоме насељу током битке за град. Показао се као вешт ратник поготову у противтенковском дејству. Хрвати га сматрају једним од највећих хероја Рата у Хрватској. С друге стране, у Србији га сматрају одговорним за наредбе које су довеле до ратних злочина над цивилним становништвом српске националности.

## Младост
Благо Задро је рођен у маломе селу Доњи Мамићи код Груда, у западној Херцеговини која је тада била под контролом Независне Државе Хрватске. Његова породица се 1954. године преселила у Борово насеље, индустријску четврт Вуковара, у којој је завршио средњу школу и почео да ради у комбинату „Борово”. Његов посао је био да меша хемикалије и гуме. Године 1968. се оженио Катицом Солдо, такође радницом „Борова”. Имали су три сина: Роберта, Томислава и Јосипа. Задро је био заинтересован за хрватску историју, посебно за случај Блајбург, и био је жестоки антикомуниста.
Почетком 1990-их је организовао штрајкове у комбинату „Борово” и тражио смену директора. Он је постао активан у политици током избора у Хрватској 1990. године; основао је огранак Хрватске демократске заједнице (ХДЗ) за Општину Вуковар и постао потпредседник ХДЗ-а у Вуковару. После гашења његовога одељења, провео је три месеца у реорганизираној хрватској полицији у Винковцима. Доцније се придружио Збору народне гарде када је почео рат.

## Битка за Вуковар
Благо Задро је командовао 3. батаљоном 204. (вуковарске) бригаде Хрватске војске током битке за Вуковар од почетка борби против ЈНА и српских паравојних формација. У истом батаљону су му била и двојица синова. Задрова јединица је распоређена да брани виталну тачку Трпињску цесту, отворени пут који води директно у Вуковар. Због свога значаја, пут је постао примарна мета тенковских јединица ЈНА које су нападале град. У Трпињској цести су Задрове јединице назване „Жути мрави” и „Турбо вод” противтенковским деловањем задале велике губитке ЈНА, те је она проглашена за „гробље тенкова” око које су се створили бројни митови. Највећи успех се десио дана 18. септембра 1991. године када је Задров батаљон поставио заседу југословенској војсци уништивши 60 тенкова и оклопних транспортера. Међутим, његове јединице су доцније биле поражене када је Вуковар био ослобођен од хрватских сецесиониста.
Задра су пронашле и неутралисале снаге локалних Срба из Хрватске 16. октобра 1991. године. Његов леш је пронашла и закопала његова јединица. Након повлачења јединица ЈНА, његово тело је било уклоњено из гробнице. Седам година доцније су његови остаци пронађени у Боровоме насељу. Доцније је сахрањен на Меморијалном гробљу у Вуковару, поред најстаријег сина Роберта који је такође погинуо у рату. Постхумно је Благо Задро унапређен у генерал-мајора.

## Наслеђе
Председник Хрватскога сабора Владимир Шекс (ХДЗ) изјавио је да без Блага Задре, Хрватска никада не би успела да изврши сецесију од СФРЈ. Сваке године, на годишњицу његове погибије, у Вуковару се одржава комеморација у којој присуствују бројни бивши саборци и политичке званице. По њему су назване главна улица у Боровоме насељу, улица у Грудама, војна школа у Загребу, а у његовоме родном селу Доњи Мамићи постављен је споменик.

## Галерија
- Благо Задро (средина) на Трпињској цести за време битке за Вуковар
- Биста генерал-мајора Благе Задра у Вуковару
- Гроб Блага Задра и његовог сина Роберта који су погинули у рату у Хрватској
- Споменик Благу Задри у Вуковару, Трпињска цеста